# کلان‌شهر مستقل سفتون
کلان‌شهر مستقل سفتون (به انگلیسی: Metropolitan Borough of Sefton) یک کلان‌شهر مستقل در انگلستان است که در مرزیساید واقع شده‌است. کلان‌شهر مستقل سفتون ۲۷۳٬۷۹۰ نفر جمعیت دارد.

## خواهرخوانده
شهرهای گدانسک، فورت لادردیل، فلوریدا و مون خواهرخوانده‌های کلان‌شهر مستقل سفتون هستند.